# Хонорий (император)
Вижте пояснителната страница за други личности с името Хонорий.
Флавий Хонорий (на латински: Flavius Honorius) е император (395 – 423) на Западната римска империя. Хонорий е по-малкият син на Теодосий I и първата му съпруга Елия Флацила. Брат е на императора на Източната римска империя, Аркадий.
Управлението на Хонорий се характеризира с рязък упадък на Западната римска империя и драстична загуба на териториите ѝ, окупирани от различни германски племена. По негово време се появяват и редица узурпатори. Дългото му управление приключва мирно, макар че той не оставя наследници.

## Ранни години на управление
След като става консул на двегодишна възраст, Хонорий е провъзгласен за август и респективно за съимператор на 23 януари 393 г. от баща му Теодосий I Велики. В периода 393 – 395 г. малолетният Хонорий управлява формално като съвместен император заедно с баща си Теодосий I Велики и по-големия си брат Аркадий. Когато Теодосий умира през януари 395 г., Хонорий и Аркадий наследяват властта в империята. Хонорий става император на Западната римска империя, а Аркадий – на източната.
През първата част на управлението си Хонорий е малолетен и зависи изцяло от военното и държавно ръководство на романизирания вандалски генерал Стилихон. За да скрепи отношенията си с императора, Стилихон омъжва дъщеря си Мария (дъщеря на Стилихон) за него. Епиталамията, написана по този повод от придворния поет на Стилихон – Клавдиан, е запазена.
Първоначално Хонорий избира за своя столица Медиолан, но когато вестготите нахлуват в Италия през 402 г., той мести седалището си в крайбрежния град Равена, който е защитен от пръстен от блата и здрави укрепления. Докато новата столица е лесно защитаема, нейното местоположение не позволява на римските войски да бранят централната част на Италия от варварските нахлувания.

### Варварски нашествия
Управлението на Хонорий бива изложено на много заплахи: от нахлуващите на територията на империята варвари до няколко узурпатора. Бунт, предвождан от Гилдон, comes Africae, в Северна Африка, продължил две години (397 – 398 г.), преди да бъде прекратен от изпратения там легион. По същото време Стилихон воюва в Илирик и Македония срещу готските федерати, въстанали срещу империята. През 398 г. Стилихон успява да победи вестготския предводител Аларих I и го прогонва в Панония. Аларих сключва временно примирие и отново е признат за римски федерат.
Докато през 401 г. Стилихон е зает с провеждането на военна кампания срещу вандалите, нахлуващи в Реция, вестготите, водени от Аларих, нахлуват в Северна Италия, прекосявайки през Източните Алпи. Варварите обсаждат Медиолан и достигат до Лигурия, след което са победени от Стилихон в битката при Поленция (402 г.). На следващата година вестготските нашественици търпят още едно поражение (при Верона, 403 г.) от войските на Стилихон. Сключен е мир с Аларих, съгласно който той се изтегля с племето си отвъд римска територия, на североизток от Илирик. В 404 г. военният магистър Стилихон побеждава алеманите в Северна Италия, след което в Рим е празнуван триумф заедно с император Хонорий.
В 405–6 г. се налага Стилихон отново да воюва, този път срещу опасна коалиция на вандали, квади, остготи, алани, алемани и бургунди, които съвместно се надигат срещу империята, предвождани от гота Радагайз. Варварските сили, наброяващи ок. 100 хил. воини, преминават Алпите, плячкосвайки всичко по пътя си, обсаждат Флоренция и презимуват по долината на р. По. Тогава Стилихон търси съдействието на хуните и вестготите и с тяхна помощ разгромява коалицията на Радагайз в Битка при Фиезоле (406 г.), след което много от пленените варвари са продадени като роби или са приети като римски войници.
Междувременно границите в Британия и по поречието на река Рейн са сериозно отслабени, тъй като много от тамошните войски биват изтеглени за защитата на Италия. Т.нар. „Велико преселение“ е в разгара си – още едно грандиозно нашествие – на алани, свеви и вандали – тръгва отвъд границата на замръзналия Рейн, в последната нощ (31 декември) на 406 година. С обединени сили племената нахлуват в Римска Галия и помитат западните провинции, достигайки чак до Испания (407 г. – 409 г.). Немногобройните римски контингенти се оказват неспособни да възпрат варварската инвазия.
Ситуацията в Британия е даже по-критична – недостигът на военна сила на континента е причина Рим да изтегли напълно войските от там. Британските провинции са изолирани, нуждаейки се от поддръжката на империята, затова войниците подкрепят бунтовете на местни узурпатори: Марк (406 – 407), Грациан (407) и Константин III, който напада Галия през 407 и окупира Арл. Докато Константин е в Галия, неговият син Констанс II се разпорежда в Британия.
През 408 г., докато положението на Западната римска империя става все по-бедствено, Стилихон е заподозрян в предателство, арестуван и екзекутиран по заповед на Хонорий, най-вероятно вследствие на дворцов заговор срещу военачалника. Това се оказва пагубно за сигурността на държавата, защото войските вече са лишени от способно командване и координация.
Вестготските племена на Аларих окупират Панония и Норик през 408 г., но тъй като империята не признава законността на техните териториални претенции, те нападат Илирик и Северна Италия. През 409 г. идва ред на узурпацията на Приск Атал – сенатор, подкрепян от краля на вестготите Аларих I за император в застрашения град Рим. По този начин готите се надяват да поставят на колене и да изнудват правителството. За да спре Приск, Хонорий се опитва да преговаря с Аларих, който оттегля подкрепата си към претендента за престола през 410, но готите, след като не получават достатъчно пари като откуп, отново нахлуват в Италия и плячкосват Рим, превземайки града с хитрост. Това е огромен удар за авторитета и самочувствието на римляните.

### Плячкосването на Рим
Най-значимото събитие от управлението на Хонорий е нападането и плячкосването на Рим на 24 август 410 от вестготите на Аларих.
Градът бива обсаден от вестготите малко след свалянето от пост и екзекутирането на Стилихон през лятото на 408. Нуждаещ се от способен военачалник, който да контролира съставената предимно от варвари римска армия, за Хонорий е почти невъзможно да атакува директно войските на Аларих и той прилага единствената възможна стратегия в тази ситуация: да чака пасивно вестготите да се уморят и прекарва времето си в подреждане на войските, които може. Изглежда, че този курс на действие на Хонорий всъщност е плод на неговата нерешителност и поради това той е доста критикуван както от съвременниците му, така и от по-късните историци.
Може би е спорно дали този план е могъл да проработи, особено след като той се лишава от няколко способни офицери, като поставя единствено католици на висшите военни постове. Във всеки случай всичко това е плод на събитията. Подтикнат от глада, някой отваря римските укрепления на Аларих и готите нахлуват вътре. Градът не е попадал в чужди ръце, откакто галите извършват едно нападение преди около седем столетия. Победилите вестготи нанасят невъобразима емоционална щета на града, не по-малка от материалната: шокиращата новина за това събитие отекнала от Британия до Йерусалим и вдъхновила Августин да напише своя magnum opus „За градът Божи“.
През 410 също така Хонорий отговаря на апела на Британия за помощ срещу местните варварски нашествия. Погълнат изцяло от проблема с вестготите и без реална възможност да помогне на отдалечената провинция, Хонорий казва на населението там да защитава себе си толкова добре, колкото му е възможно.

## По-късно властване
По времето на Хонорий много легиони издигат свои претенденти, отказвайки да се подчиняват на неспособния владетел. Геронтий, военачалник на Константин III, е провъзгласил в Испания Максим за антиимператор против самия Константин (около 409 г.). Хонорий се намесва в борбата между Константин III, Максим и Геронтий като изпраща своя доверен военачалник, и по-късен съимператор, Констанций III, който потушава бунтовете през 411. В това време саксите нападат изоставената Британия.
Галия отново е епицентър на проблемите на Хонорий: едва след като войските на Констанций се завръщат в Италия, Йовин вдига бунт в Северна Галия с подкрепата на алани, бургунди и гало-римския нобилитет. Йовин се опитва да преговаря с нахлуващите готи на Атаулф (412), но провъзгласяването на брат му Себастиан за август кара Атаулф да потърси съюз с Хонорий. Хонорий кара Атаулф да разреши проблема с Йовин и въстаналият е победен и екзекутиран през 413 г.
През 414 г. войските на западната империя, водени от Констанций, нападат Атаулф, който провъзгласява повторно Приск Атал за император. Атаулф е принуден от Констанций да се оттегли в Испания където се установява и приема статут на римски федерат. Атал, отново загубил подкрепата на вестготите, е заловен и детрониран.
Североизточната част на Галия попада под франкско влияние, докато подписания през 418 договор отстъпва на вестготите северозападния дял, бившата Аквитания. Вандалите и бургундите остават в Южна Галия и Северна Испания, остготите – в Панония, а алеманите и саксите – в предишните си земи. Окончателно и завинаги е загубена Британия, защитавана от независимите романо-брити срещу саксонските нашественици.
В периода (420 – 422), в който друг Максим (ако не и същият) печели и губи властта в Испания, Хонорий провъзгласява своя военачалник Флавий Констанций (който от 417 г. става съпруг на сестра му, Гала Плацидия) за август и съимператор (Констанций III, управлява и умира в 421 г.). Хонорий продължава да управлява като едноличен владетел след смъртта на своя колега (през 422 г.).
Хонорий умира от воднянка през 423 г., без да остави наследник. Това оставя империята на ръба на пропастта, защото той няма определени наследници. В последвалия хаос Йоан е обявен за император. Въпреки това още същата година източния император Теодосий II провъзгласява за император своя братовчед Валентиниан III, син на Гала Плацидия и Констанций III.

## Оценки на управлението на Хонорий
Има една история (която Едуард Гибън отхвърля) според която, когато чул новината, че Рим е „загинал“, Хонорий първоначално бил шокиран; смятайки, че новината се отнася до любимо пиле, което той бил нарекъл „Roma“, той отговорил, че това било лъжа, защото съвсем скоро птицата се хранила от ръката му. Впоследствие му било обяснено, че става дума за града.
Правейки оценка на управлението на Хонорий, историкът Джон Бъри пише: „Неговото име щеше да бъде забравено сред имената на най-неизвестните, заемали имперския трон, ако управлението му не съвпадаше с фаталния период, в който се решава, че Западна Европа ще се превърне от римска в тевтонска“. След като прави списък на бедствията от тези 28 години, Бъри заключава, че „самият той не прави нищо значимо срещу враговете, които нападат неговата империя, но самият той се радва на изключителен късмет, тъй като се задържа на трона, докато не умира от естествена смърт, и става свидетел на поражението на множество тирани, които се опълчват срещу него“.
Но Бъри сякаш не е запознат с връзката на Хонорий с легендата за Свети Телемах. Според католическата традиция, мъченическата смърт на светеца, загинал, опитвайки се да попречи на двама гладиатори да се бият, повлияла на императора да издаде едикт, с който забранявал гладиаторските игри. При всички случаи последните гладиаторски игри, за които знаем, са били по времето именно на Хонорий.

## Любопитни факти
- Хонорий и нападението на вестготите са споменати от капитан Жан-Люк Пикар в Стар Трек: Следващото поколение в епизода „Най-доброто от двата свята“: „Чудя се дали Хонорий, наблюдавайки как вестготите превземат седмия хълм, наистина е осъзнавал, че Римската империя ще падне?“

- По време на своето управление Хонорий също така издал декрет, забраняващ на мъжете да носят панталони в Рим.[3]

- Император Хонорий бил луд по пилета. В един епизод на „Приключения в Одисея“ императорът е представен как наема хора, които да се грижат за нуждите на пилетата му.